# Москвин, Владимир Михайлович
Москвин Владимир Михайлович (1902—1992) — советский учёный, доктор технических наук, профессор, член-корреспондент Академии строительства и архитектуры СССР, лауреат Государственной премии СССР, Заслуженный деятель науки и техники РСФСР, награждён орденом Трудового Красного Знамени.
Выдающийся ученый XX века в области технологии бетона и железобетона, основатель отечественной школы «Коррозия бетона и железобетона». Бессменный руководитель на протяжении 30 лет лаборатории Коррозии бетона и железобетона.

## Биография
Работал в институте НИЦ Строительство с 1930 по 1992 гг.
Начиная с 30-х годов, деятельность В. М. Москвина посвящена исследованиям бетонов, стойких в экстремальных условиях эксплуатации окружающей среды, решению инженерных и практических задач по повышению долговечности бетонных и железобетонных гидротехнических, промышленных и транспортных сооружении.
Имя В. М. Москвина связано с созданием теории коррозии бетона, изложенной им в книге «Коррозия бетона», изданной в 1952 г.
Владимир Михайлович предложил классифицировать многообразие коррозионных процессов бетона на три основополагающих вида, каждый из которых подчиняется своим закономерностям — это является основой теории коррозии бетона. Им дана определение каждого вида по сумме ведущих признаков, которые в настоящее время служат основой научных разработок многих исследователей.
Признанием этой теории рядом стран Владимир Михайлович приобрел мировую известность.
Его книга «Коррозия бетона» переведена на английский, немецкий, румынский и китайский языки.
Следует особо отметить личное участие Владимира Михайловича в организации коррозийного обследования конструкций портовых гидротехнических сооружений на Южных и Северных морях страны и организации мониторинга за их состоянием на протяжении нескольких десятилетий.
По проблемам коррозийной стойкости и долговечности бетона им опубликовано 11 монографий и много десятков других научных работ.
На протяжении всего периода своей творческой деятельности В. М. Москвин вел большую педагогическую и научно-общественную работу, им подготовлено более 50 кандидатов и докторов технических наук, он был членом ряда ведущих научных советов, экспертной комиссии ВАК, членом редколлегии нескольких технических журналов.

#### Семья
Был женат на Анне Ивановне Москвиной (в девичестве Филиппова).